# 0点チャンピオン
0点チャンピオン（れいてんチャンピオン）は、Junichi&JJrのシングル。1995年12月6日発売。

## 概要
- NHK教育テレビのアニメ『忍たま乱太郎』の第3期の31話から96話までのエンディングテーマとして使用された。
- また、地方公演番組『忍たまがやってくる』のエンディングテーマとしても使われた。

## 収録曲
- 両楽曲共に、作詞：秋元康／作曲・編曲：馬飼野康二

1. 0点チャンピオン [3:52]
  - NHK教育系アニメ『忍たま乱太郎3』エンディングテーマ
2. 終わらない SCHOOL DAYS [3:56]
  - NHK教育系アニメ『忍たま乱太郎3』エンディングテーマ

## カバー
0点チャンピオン
- 児玉国弘（日本コロムビア版カバー音源。1997年3月20日発売のアルバム『こどものうた 年中夢中"I Want You"』などに収録）